# .510 DTC EUROP
.510 DTC EUROP은 에리크 다니가 12.7 × 99 mm NATO 소총에 대한 프랑스의 총기 규제를 준수하기 위해 개발한 프랑스의 소총 탄약이다. .510 DTC EUROP은 .50 BMG와 동일한 탄두를 사용하지만, 탄피 크기가 약간 다르다. 탄피는 표준 .50 BMG 탄약보다 0.100 인치 (2.5 mm) 짧고 더 가파른 어깨를 사용한다. .510 DTC 탄피는 .50 BMG 탄피를 단축하고 파이어 포밍하여 만들 수 있다. 이 새로운 탄약은 거의 동일한 탄도를 가지지만, 크기가 다르기 때문에 .50 BMG용으로 제작된 소총은 .510 DTC를 안전하게 발사할 수 없으며, 그 반대도 마찬가지이다. 따라서 캘리포니아의 .50 구경 BMG 규제법 (2004년)과 같은 동일한 법적 금지 대상에 해당되지 않는다.